# Рок, Патриция
Патриция Рок (англ. Patricia Roc); имя при рождении Фелиция Мириам Урсула Херольд (англ. Felicia Miriam Ursula Herold), после окончания кинокарьеры Фелиция Рейф (англ. Felicia Reif; 7 июня 1915 года — 30 декабря 2003 года) — британская киноактриса, более всего известная по ролям в британских и голливудских фильмах 1940—1950-х годов.
Рок сыграла в таких фильмах, как «Миллионы таких, как мы» (1943), «Две тысячи женщин» (1944), «История любви» (1944), «Злая леди» (1945), «Мадонна семи лун» (1945), «Проход каньона» (1946), «В памяти навсегда» (1947), «Джесси» (1947), «Человек на Эйфелевой башне» (1949) и «Круг опасности» (1951).

## Ранние годы и начало карьеры
Патриция Рок, урождённая Фелиция Мириам Урсула Херольд, родилась 7 июня 1915 года в Лондоне в семье торговца бумагой. В некоторых рекламных материалах указывалось, что она родилась 7 июня 1918 года, но в 1995 году, когда она готовилась отметить своё 80-летие, актриса признала, что её агент уменьшил её возраст на три года, и что на самом деле она родилась в 1915 году.
В раннем детстве её удочерил голландско-бельгийский биржевой маклер Андре Ризе и его англо-французская жена, и она выросла под именем Фелиция Ризе (англ. Felicia Riese, считая, что они и есть её настоящие родители. Рок узнала историю своего происхождения лишь в 34 года. Ризе дал Фелиции чрезвычайно хорошее образование в частной школе в Броудстейрс, затем она училась в Париже, а в 1937 году поступила на учёбу в Королевскую академию драматического искусства в Лондоне. После окончания академии она отправилась во Францию на пробы на киностудии Joinville studios. Хотя Фелиция свободно говорила по-французски, её первый фильм так и не был выпущен на экраны, и она вернулась в Великобританию. В 1938 году ей удалось получить роль в комедии «Орехи и май» в лондонском Вест-Энде, где по рекомендации продюсера она сменила имя Фелиция Ризе на более английское Патриция Рок. Там её заметил один из агентов по подбору актёров, который работал на продюсера и режиссёра Александра Корду.

## Карьера в кинематографе
Кинематографическая карьера Рок началась в 1938 году с исторической драмы «Сын-бунтарь» (1938) по повести «Тарас Бульба», в которой Александр Корда дал ей роль польской принцессы. Затем последовали романтическая комедия «Развод леди Х» (1938), а также детективы по произведениям Эдгара Уоллеса «Измождённый незнакомец» (1938), «Пропавшие люди» (1939) и «Сознание мистера Ридера» (1939), где Рок сыграла роли второго плана. Кроме того, актриса исполнила главные женские роли в криминальной ленте «Трое молчащих мужчин» (1940), мелодраме «Жена фермера» (1941) и криминальном триллере «Подозреваемый» (1942). Она также «помогала Алистеру Симу бороться с закрытием городского концертного зала» в комедии «Дайте людям петь» (1941) и поддерживала любимицу Вооружённых сил, певицу Веру Линн в музыкальном фильме «Мы встретимся снова» (1943).
Однако настоящий прорыв в карьере Рок наступил с фильмом кинокомпании Gainsborough Pictures «Миллионы таких, как мы» (1943), который, по утверждению газеты The Telegraph, «широко признан как лучший британский фильм о внутреннем фронте, сделанный в период Второй мировой войны». Рок сыграла в этой картине скромную молодую девушку, которая с началом войны, как и миллионы других женщин, идёт работать на фабрику вооружений, отдавая все свои силы фронту. Она выходит замуж за молодого лётчика (Гордон Джексон), который гибнет в бою. Авторами сценария и режиссёрами фильма были Фрэнк Лондер и Сидни Гиллиат, и в этой ансамблевой картине было занято много популярных актёров того времени, включая Энн Кроуфорд и Джой Шелтон. Как отмечено в The Telegraph, в этой картине Рок «играет самую положительную роль, которая за одну ночь сделала её звездой».
Как отметил историк кино Роналд Берган, «другой сильной картиной Лондера и Гиллиата о „войне народа“» была драма «2000 женщин» (1944), в которой Рок в главной роли монахини, а также такие британские звёзды, как Филлис Калверт, Джин Кент, Рене Хьюстон и Флора Робсон составили группу британских женщин, которых интернировали в одной из гостиниц Франции, где они спасают жизни и помогают бежать трём британским лётчикам, самолёт которых были сбит недалеко от их гостиницы.
Помимо патриотических мелодрам студия Gainsborough Pictures специализировалась в этот период также на эскапистских мелодрамах, на которые в обществе был большой спрос. Как отмечает The Telegraph, первой такой картиной для Рок стала мелодрама «История любви» (1944). Это была «первая из нескольких картин, где Рок играла вторую скрипку при Маргарет Локвуд, исполнив роль влюблённой девушки слепнущего лётчика (Стюарт Грейнджер), которого у неё уводит прямо из-под носа смертельно больная пианистка (Локвуд). Фильм, в котором звучит популярная Cornish Rhapsody, стал большим хитом, но основные лавры достались Локвуд». Рок вспоминала, что была рада уйти от «всех этих жеманных героинь, которых играла ранее», появившись в роли ревнивой соперницы концертной пианистки (Локвуд) в борьбе за любовь Грейнджера. В одной сцене они должны были дать друг другу пощёчину. Рок вспоминала: «Я не сдерживалась при ударе, и она тоже. Но мы были и всегда оставались лучшими подругами». После этой сцены Локвуд написала в дневнике Рок: «„История любви“ — это первая картина, которую мы сделали вместе, и я должна была ударить тебя в челюсть не раз, а дважды — и надеюсь, что в следующей картине мы будем подругами, а не врагами».
В готической мелодраме «Мадонна семи лун» (1944) Рок сыграла вторую по значимости женскую роль Анджелы, дочери Розалинды (Филлис Калверт), которая из-за наложенного на неё в далёком прошлом проклятия периодически покидает свою успешную буржуазную семью, чтобы превратиться в цыганскую танцовщицу и воссоединиться со своим любовником, известным флорентийским вором (Стюарт Грейнджер). Однажды Анджела решает проследить за матерью, оказываясь вместе с ней в среде флорентийского преступного мира. Вторым и самым успешным совместным фильмом Локвуд и Рок стала историческая мелодрама «Злая леди» (1945). В этой картине Рок сыграла роль «милой девушки» из общества, у которой перед самой свадьбой уводит жениха её лучшая подруга (Локвуд). Однако ту не устраивает тихая и богатая провинциальная жизнь, и по ночам она превращается в разбойницу. Как отметил Берган, «во время проката фильма в США возникали проблемы, связанные с размером декольте обоих актрис».
Затем Рок отдали в аренду на Ealing studios для съёмок в романтической комедии «Джонни-француз» (1945) о дружбе и соперничестве между корнуэльскими и бретонскими рыбаками, которые совместными усилиями отражают наступление немецких войск. Рок сыграла в этой картине роль дочери главы корнуэльского порта, у которой возникает роман с французским рыбаком.
В 1946 году Рок стала первой контрактной актрисой, которую студия Rank Organisation направила в Голливуд по договору об аренде с Universal Studios. В вестерне Жака Турнёра «Проход через каньон» (1946) она сыграла роль Кэролайн, англичанки, прибывшей в Орегон к своему отцу, которого убивают индейцы. Кэролайн пользуется вниманием двух мужчин, в том числе главного героя, местного бизнесмена Стюарта Логана (Дэна Эндрюс), который делает ей предложение, хотя влюблён в Люси (Сьюзен Хэйворд), невесту своего лучшего друга Джорджа Кэмроуза (Брайан Донлеви). После серии приключений Кэмроуз погибает, и тогда Кэролайн разрывает помолвку со Стюартом, чтобы тот мог жениться на Люси. В рецензии «Нью-Йорк Таймс» была отмечена «хорошая игра всех исполнителей главных ролей, гладко прописанный сценарий, выверенная режиссёрская работа» и «превосходные производственные качества», хотя, по мнению рецензента, картине «не хватало драйва». Во время работы над фильмом за Рок ухаживал Рональд Рейган, и у них даже был непродолжительный роман.
Вернувшись домой, Рок сыграла главную роль в мелодраме «Братья» (1947), действие которой разворачивается в 1900 году в рыболовецкой деревне на острове Скай в архипелаге Внутренних Гебридских островов, где идёт многолетняя вражда кланов Макфэришей и Макрэев. Рок сыграла роль Мэри Лоусон, выросшей в монастыре сироты, которая приезжает на остров, чтобы работать служанкой в семье Макрэев. Появление Мэри приводит к острому конфликту между братьями Макрэй, «пробуждая чувства суеверия и сексуальной ревности, что в конечном итоге приводит к трагедии». Современный критик газеты The Scotsman так написал про фильм: «Там есть секс, есть жестокость, есть обнажённое тело, и есть одно из самых шокирующих убийств в мейнстримовском кино». Сама Рок описывала свой персонаж как «здоровую, сексуальную девушку по соседству, на которой матери желают женить своих сыновей, и сыновья не возражают».
В совместной мелодраме RKO Pictures и Rank Organisation «В памяти навсегда» (1947) Рок сыграла второстепенную роль приёмной дочери местного врача, у которой развивается роман с сыном главного героя, редактора газеты в английском шахтёрском городке (Джон Миллс). В том же году Рок сыграла в своей третьей картине с Локвуд, исторической мелодраме Gainsborough Pictures «Джэсси» (1947). На этот раз действие происходит в английской провинции 19 века, где Рок играет девушку из благородной семьи, а Локвуд — служанку наполовину цыганского происхождения с экстрасенсорными способностями, которая уводит у героини Рок её возлюбленного. В следующей мелодраме Gainsborough «Когда ломается сук» (1947) Рок сыграла главную роль Лили Бейтс, продавщицы в универсальном магазине, которая в одиночку пытается растить сына от мужчины, оказавшегося двоеженцем, однако затем передаёт его на временное воспитание в обеспеченную бездетную семью. Восемь лет спустя Лили, которая успешно вышла замуж и продвинулась по служебной лестнице, пытается вернуть своего сына, однако тот воспринимает приёмных родителей как родных и не желает от них уходить. Несмотря на выигрыш дела в суде, Лили понимает, что лучшим решением будет вернуть сына в приёмную семью, после чего у неё вскоре рождается ещё один ребёнок.
Год спустя в музыкальной комедии «Одна ночь в тобой» (1948) Рок сыграла англичанку, которая знакомится на вокзале в Италии со знаменитым тенором. Когда в поисках собаки они опаздывают на поезд до Рима, то вынуждены вместе провести ночь, которая их сближает. Во время работы над фильмом Рок познакомилась с французским оператором Андрэ Тома, за которого вышла замуж, после чего её карьера резко изменилась. Она отказалась от роли в фильме «Картонный кавалер» (1949), понимая, что будет лишь вторым номером при английском комике Сиде Филде, после чего получила небольшую роль в детективном фильме «Человек на Эйфелевой башне» (1949) по Жоржу Сименону с Чарльзом Лоутоном в роли комиссара Мегрэ, который снимался в Париже. Она также сыграла с Луи Жуве в одном из эпизодов киносборника «Возвращение к жизни» (1949).
После этих двух фильмов Рок вернулась в Британию, сыграв в фантастической комедии «Идеальная женщина» (1949), где, по словам историка кино Хэла Эриксона, «учёный создаёт в своей лаборатории искусственную идеальную женщину (её играет потрясающе красивая Рок), которая делает всё, что ей говорят и при этом держит рот на замке. Однако племянница учёного (также Рок) ради шутки решает выдать себя за девушку-робота». Как в шутку заметил Эриксон, фильм был «возмутительно сексистским, но также и очень смешным, если вы пребываете в политически некорректном настроении».
После этой картины контракт Рок с Rank, который был рассчитан ещё на три года, был расторгнут по взаимному согласию. Снова отправившись в Париж, Рок сыграла в приключенческом фильме «Капитан Блэк Джек» (1950) со звёздным актёрским составом, включавшим Джорджа Сэндерса, Агнес Мурхед и Герберта Маршалла, где сыграла возлюбленную морского авантюриста (Сэндерс), не гнушающегося преступными средствами ради быстрого обогащения. В том же году Рок сыграла в канадско-французской криминальной мелодраме «Беглец из Монреаля» (1950).
После 18 месяцев отсутствия Рок вернулась в Британию для работы в детективной мелодраме «Круг опасности» (1951) с Рэем Милландом в роли американца Клэя Дугласа, который решает выяснить обстоятельства гибели своего брата, служившего в британских войсках во время Второй мировой войны. В ходе расследования Клэй проезжает всю Великобританию, знакомясь в Шотландии с иллюстратором детских книг Элспет Грэм (Рок), с которой у него вскоре возникают романтические отношения, и в итоге она помогает ему докопаться до правды. Как было отмечено в рецензии на фильм в газете «Нью-Йорк Таймс», «Патриция Рок возглавляет британский актёрский состав в роли девушки, в которую влюбляется (герой Милланда). Она красива, очаровательна и обаятельна в качестве его визави». Затем последовала комедия «То, что нельзя купить за деньги» (1952), где Рок и Энтони Стил играют супружескую пару, которая после армейской службы решает открыть мобильную точку питания.
После этого фильма Рок уехала к мужу во Францию, где сыграла во франко-итальянской мелодраме «Вдова Х» (1955), а затем в Италии — в итало-американской приключенческой ленте «Приключения Картуша» (1955). Снова вернувшись в Британию, она сыграла в криминальном триллере «Гипнотизёр» (1957) и детективном триллере «Дом в лесу» (1957). В последний раз она появилась на большом экране в криминальном триллере «Десять медовых месяцев Синей бороды» (1960), в котором «Джордж Сэндерс в роли массового убийцы Ландрю бросает её под поезд». Это был последний фильм Рок, хотя она ещё раз появилась перед зрителями в 1980 году в сценической постановке «Ночь 100 звёзд», «где удостоилась стоячей овации».

## Актёрское амплуа и оценка творчества
Как пишет Берган, «1940-е годы были золотой эпохой для британских женщин-кинозвёзд, и Патриция Рок входила в избранную группу привлекательных актрис с очень хорошо поставленной речью наряду с такими актрисами, как Маргарет Локвуд, Филлис Калверт, Валери Хобсон и Джин Кент. Во многих смыслах более элегантная, чем другие, Рок была олицетворением английской красавицы». По словам обозревателя газеты The Independent Радхи Венкатесан, Рок была «иконой британского кино 1940-х годов», которую часто называли «идеальной британской красавицей», а обозреватель газеты The Scotsman охарактеризовал Рок как «одну из ведущих кинозвёзд Британии 1940-50-х годов», «актёрская карьера которой достигла расцвета во время Второй мировой войны».
Историк кино Хэл Эриксон назвал Рок «ослепительно красивой британской актрисой». В свою очередь обозреватель газеты The Telegraph отметил, что «Рок была домашней очаровательной девушкой британского экрана, сексуальная привлекательность которой странным образом не была эротической. В отличие от своих современниц Маргарет Локвуд и Джин Кент, её было невозможно представить в роли злодейки».
Как далее отмечено в The Telegraph, «она была рождена играть костюмированные роли, и смотрелась в декольте настолько привлекательно, что американский цензор потребовал переснять её сцены в фильмах „Злая леди“ (1945) и „Джэсси“ (1947) таким образом, чтобы в них не подчёркивалась ложбинка на её груди». Однако, по словам газеты, «она никогда не пыталась на этом играть. Она всегда играла девственные роли, оставляя сцены соблазнения своей партнёрше Локвуд». На протяжении своей карьеры Рок играла работающих девушек, верных жён и «умных молодых штучек», и была неизменно «милой» в каждом фильме. Как далее пишет обозреватель The Telegraph, «она редко получала большие роли, как правило, играя вторые главные роли. Ни она, ни Дж. Артур Рэнк, с которым у неё был контракт на пике её карьеры, не демонстрировали никакого намерения расширить её диапазон. Это ограничивало её как актрису, и, может быть, поэтому её карьера оказалась сравнительно короткой».
Как пишет Эриксон, карьера Рок началась стремительно в 1938 году, когда после всего нескольких месяцев на театральной сцене её сразу же взяли на роль польской принцессы в фильме «Сын-бунтарь» (1938). Впервые она обратила на себя серьёзное внимание публики в фильме «Миллионы таких, как мы» (1943). После этого, на протяжении десяти лет подряд она снялась в таких классических фильмах, как «Злая леди» (1945), «Братья» (1947), «Проход через каньон» (1946) и «Когда ломается сук» (1947).. По словам Эриксона, «её популярность достигла пика в середине 1940-х годов благодаря эскапистским фильмам „Мадонна семи лун“ (1944) и „Джесси“ (1947)». Её партнёрами были сэр Майкл Редгрейв, сэр Джон Миллс, дама Вера Линн, Сьюзен Хейворд, Чарльз Лоутон, Рэй Милланд и Джордж Сэндерс. По словам The Telegraph, к 1952 году с фильмом «То, что нельзя купить за деньги», её британская карьера была практически завершена.
С 1943 по 1953 год Рок ежегодно входила в десятку самых коммерческих успешных звёзд Британии. Как отмечает Эриксон, «в течение этого десятилетия вряд ли проходила хотя бы одна неделя, когда лицо Рок не украшало обложку по крайней мере одного британского журнала. Кинопрокатчики часто избирали её „лучшей актрисой“, что однако в большей степени указывает на её коммерческий потенциал, чем на талант».
Директор её студии лорд Рэнк описывал Рок как «идеальную британскую красавицу, богиню кинотеатров», а британский драматург и актёр, сэр Ноэл Коуард назвал её «феноменом, неиспорченной кинозвездой, которая к тому же умела играть». Вспоминая Рок, звезда театра и кино Джин Кент, которая сыграла с ней в четырёх фильмах, сказала: «Она была великой звездой и самой красивой женщиной, чрезвычайно скромной и очень весёлой. Мне её будет очень не хватать».

## Личная жизнь
Патриция Рок была замужем трижды. В 1939 году Рок вышла замуж за богатого остеопата Мюррея Лэйнга, однако в 1944 году они развелись.
В 1949 году она вышла замуж за французского кинооператора Андре Тома. Вскоре выяснилось, что он не может иметь детей, и во время съёмок фильма «То, что нельзя купить за деньги» Рок начала роман со своим партнёром Энтони Стилом, в результате которого у неё родился сын Майкл. Хотя Тома знал об обстоятельствах рождения сына, он признал его. Однако в 1954 году, когда мальчику было всего два года, Тома умер от инсульта. Майкл не знал ничего о своём истинном отце до тех пор, пока ему не было уже за 40. После смерти мужа Рок осталась во Франции, вернувшись в Англию только в 1957 году.
В 1964 году Рок вышла замуж за венского бизнесмена Вальтера Рейфа. Она сменила имя на Фелиция Рейф и была практически забыта, пока в 1975 году не попала в заголовки газет, когда её оштрафовали на 25 фунтов за кражу в магазине Marks & Spencer на Оксфорд-стрит. Как полагает Берган, «её поступок объяснялся психологическими причинами как потребность вернуть внимание публики». В 1976 году Рейфы переехали в собственный дом на швейцарском курорте Минусио с видом на озеро Маджоре. В 1986 году Рейф умер.

## Смерть
В конце жизни Патриция Рок страдала от почечной недостаточности. Она умерла 30 декабря 2003 года в возрасте 88 лет в больнице города Локарно недалеко от своего дома в Минусио, где прожила 28 лет.
В больнице она была зарегистрирована под своим тогдашним именем Фелиция Рейф. С ней был её сын Майкл Томас и младшая сестра Барбара, вдова теннисиста Фреда Перри.

## Фильмография
| Год  |     | Русское название                    | Оригинальное название         | Роль                      |
| ---- | --- | ----------------------------------- | ----------------------------- | ------------------------- |
| 1938 | ф   | Развод леди Икс                     | The Divorce of Lady X         | (в титрах не указана)     |
| 1938 | ф   | Измождённый незнакомец              | The Gaunt Stranger            | Мэри Ленли                |
| 1938 | ф   | Сын-бунтарь                         | The Rebel Son                 | Марина                    |
| 1939 | ф   | Сознание мистера Ридера             | The Mind of Mr. Reeder        | Дорис Биван               |
| 1939 | ф   | Пропавшие люди                      | The Missing People            | Дорис Биван               |
| 1940 | ф   | Окно в Лондоне                      | A Window in London            | Пэт                       |
| 1940 | ф   | Доктор О’Дауд                       | Dr. O'Dowd                    | Розмари                   |
| 1940 | ф   | Трое молчащих мужчин                | Three Silent Men              | Пэт Квентин               |
| 1941 | ф   | Фермерская дочь                     | The Farmer's Wife             | Сибли                     |
| 1941 | ф   | Семья моей жены                     | My Wife's Family              | Пегги Гей                 |
| 1942 | ф   | Пусть люди поют                     | Let the People Sing           | Хоуп Оллертон             |
| 1943 | ф   | Мы встретимся снова                 | We'll Meet Again              | Рут                       |
| 1943 | ф   | Миллионы таких, как мы              | Millions Like Us              | Силия                     |
| 1944 | ф   | 2000 женщин                         | 2,000 Women                   | Розмари Браун             |
| 1944 | ф   | История любви                       | Love Story                    | Джуди                     |
| 1945 | ф   | Мадонна семи лун                    | Madonna of the Seven Moons    | Анджела                   |
| 1945 | ф   | Джонни-француз                      | Johnny Frenchman              | Сью Померой               |
| 1945 | ф   | Злая леди                           | The Wicked Lady               | Кэролайн                  |
| 1946 | ф   | Проход каньона                      | Canyon Passage                | Кэролайн Марш             |
| 1947 | ф   | Братья                              | The Brothers                  | Мэри                      |
| 1947 | ф   | В памяти навсегда                   | So Well Remembered            | Джули Морган              |
| 1947 | ф   | Джэсси                              | Jassy                         | Дайлис Хелмар             |
| 1947 | ф   | Когда ломаются сучья                | When the Bough Breaks         | Лили Бейтс                |
| 1948 | ф   | Одна ночь с тобой                   | One Night with You            | Мэри Сэнтелл              |
| 1949 | ф   | Идеальная женщина                   | The Perfect Woman             | Пинелопа Белман           |
| 1949 | ф   | Возвращение к жизни                 | Retour à la vie               | лейтенант Ивелин          |
| 1949 | ф   | Человек на Эйфелевой башне          | The Man on the Eiffel Tower   | Хелен Кирби               |
| 1950 | ф   | Неизвестный из Монреаля             | L'inconnue de Montréal        | Хелен Беринг              |
| 1950 | ф   | Блэк Джек                           | Black Jack                    | Ингрид Деккер             |
| 1951 | ф   | Круг опасности                      | Circle of Danger              | Эспет Грэм                |
| 1952 | ф   | То, что нельзя купить за деньги     | Something Money Can't Buy     | Энн Уилдинг               |
| 1953 | ф   | Моя жизнь твоя                      | La mia vita è tua             | Лаура                     |
| 1955 | ф   | Вдова Икс                           | La vedova X                   | Диана                     |
| 1955 | ф   | Приключения Картуша                 | Le avventure di Cartouche     | Донна Виоланте            |
| 1956 | с   | Театр Эррола Флинна                 | The Errol Flynn Theatre       | (1 эпизод)                |
| 1957 | ф   | Гипнотизёр                          | The Hypnotist                 | Мэри Фостер               |
| 1957 | ф   | Дом в лесу                          | The House in the Woods        | Кэрол Картер              |
| 1958 | с   | Белый охотник                       | The White Hunter              | Мардж Уилсон (1 эпизод)   |
| 1959 | с   | Нет убежища                         | No Hiding Place               | миссис Оттлоун (1 эпизод) |
| 1960 | ф   | Десять медовых месяцев Синей Бороды | Bluebeards Ten Honeymoons     | мадам Вивьен Дюро         |
| 1960 | с   | Воздушный порт                      | Skyport                       | Айрис Вест (1 эпизод)     |
| 1961 | с   | Диксон из Док Грин                  | Dixon of Dock Green           | Бренда (1 эпизод)         |
| 1962 | с   | Святой                              | The Saint                     | Мэдж Клэррон (1 эпизод)   |
| 1965 | кор | Тортикола против Франкенсберга      | Torticola contre Frankensberg | кающаяся                  |